# C. S. Seshadri
Conjeevaram Srirangachari Seshadri, dit C. S. Seshadri, FRS, né le 29 février 1932 à Kanchipuram (Présidence de Madras, Inde britannique) et mort le 17 juillet 2020 à Chennai (Tamil Nadu, Inde), est un éminent mathématicien indien.
Il est directeur émérite de l'Institut mathématique de Chennai (en) et il est connu pour ses travaux en géométrie algébrique et en théorie des représentations. La constante de Seshadri (en) est nommée en son honneur.
Il reçoit la Padma Bhushan en 2009, la troisième plus haute distinction civile du pays.

## Biographie

### Éducation et carrière
C. S. Seshadri reçoit sa licence (Honours degree) en mathématiques de l'université de Madras en 1953. Il y avait pour professeurs le frère Racine, un ancien étudiant d'Élie Cartan, et S. Naryanan. Il soutient sa thèse de doctorat en 1958 à l'université de Bombay sous la direction de K. Chandrasekharan. Il est élu Fellow de l'Académie indienne des sciences en 1971.
C. S. Seshadri travaille à l'École de mathématiques du Tata Institute of Fundamental Research (TIFR) à Bombay de 1953 à 1984, gravissant tous les échelons d'étudiant de troisième cycle à professeur. De 1984 à 1989, il travaille à l'Institut des sciences mathématiques de Chennai (IMSc). De 1989 à 2010, il travaille en tant que directeur fondateur de l'Institut mathématique de Chennai (en) (CMI), dont il quitte la direction en décembre 2010. Il reste rattaché au CMI en tant que Directeur émérite à partir du 1er janvier 2011.

### Travaux de recherche
Les contributions mathématiques principales de Seshadri portent sur la géométrie algébrique. Son travail avec M. S. Narasimhan sur les fibrés vectoriels unitaires et le théorème de Narasimhan-Seshadri (en) ont eu une influence importante sur le domaine. En théorie des représentations, ses recherches sur la théorie des monômes standards (en) sont largement reconnues également. L'œuvre de Seshadri comprend la création de l'Institut mathématique de Chennai (en), une institution vouée à l'enseignement et à la recherche en mathématiques dans l'État du Tamil Nadu (Inde).

## Visites longues à l'étranger
- Université de Paris (1957-1960)
- Université Harvard, Cambridge (Massachusetts)
- UCLA, Los Angeles (Californie)
- Université Brandeis, Waltham (Massachusetts)
- Université de Bonn, Allemagne
- Université de Kyoto, Kyoto, Japon

Il est invité au congrès international des mathématiciens en 1970 à Nice.

## Prix et récompenses
- Doctorat honoris causa, université Pierre-et-Marie-Curie (UPMC), Paris, 2013[9]
- Doctorat honoris causa, université de Hyderabad, Inde
- Padma Bhushan
- Prix Shanti Swarup Bhatnagar de sciences et technologie
- Médaille Srinivasa Ramanujan de l'Académie indienne des sciences
- Doctorat honoris causa de l'université hindoue de Bénarès
- TWAS Science Award[10]
- Membre de la Royal Society
- Membre de l'Académie nationale des sciences (États-Unis)[11]
- Fellow de l'American Mathematical Society, 2012[12]

## Publications
- M. S. Narasimhan et C. S. Seshadri, « Stable and unitary vector bundles on a compact Riemann surface », Annals of Mathematics, vol. 82, no 3,‎ 1965, p. 540–567 (DOI 10.2307/1970710, JSTOR 1970710, MR 0184252)
- (en) C. S. Seshadri, Introduction to the theory of standard monomials, vol. 46, New Delhi, Hindustan Book Agency, coll. « Texts and Readings in Mathematics », 2007, 168 p. (ISBN 978-81-85931-78-4, MR 2347272, lire en ligne)
- (en) C. S. Seshadri, Collected papers of C. S. Seshadri. Volume 1. Vector bundles and invariant theory, New Delhi, Hindustan Book Agency, 2012 (ISBN 978-93-80250-17-5, MR 2905897, lire en ligne)
- (en) C. S. Seshadri, Collected papers of C. S. Seshadri. Volume 2. Schubert geometry and representation theory., New Delhi, Hindustan Book Agency, 2012 (ISBN 978-93-80250-17-5, MR 2905898, lire en ligne)